# Driver (circuito)

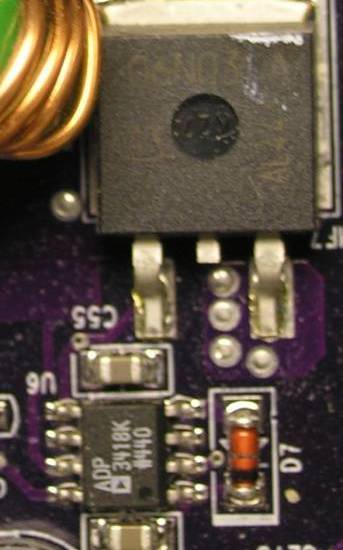
El chip del driver ADP3418 (abajo a la izquierda), usando para controlar transistores en convertidores de tensión. En la parte superior, se puede observar el transistor (06N03LA) que controla el driver.

En electrónica, un driver o controlador (aunque en español es más habitual usar el término en inglés) es un circuito eléctrico u otro componente electrónico utilizado para controlar otro circuito o componente. Suele ser muy común usarlos para controlar transistores alta potencia y pantallas de cristal líquido (LCD), entre muchos otros.
Normalmente, se utilizan para regular la corriente que fluye a través de un circuito o para controlar otros componentes. El término se usa a menudo, por ejemplo, para un circuito integrado especializado que controla interruptores de alta potencia en convertidores de potencia de modo conmutado.  Un amplificador también puede ser considerado un controlador para altavoces. O incluso, un regulador de tensión que mantenga la tensión de un componente conectado a él operando dentro de un amplio rango de tensiones de entrada, se puede considerar un driver. 
Normalmente, las etapas de driver de un circuito requieren características diferentes a otras etapas del circuito. Por ejemplo, en un circuito amplificador de potencia de transistores, el driver suele requerir ganancia de corriente, la capacidad de descargar rápidamente las bases de los transistores y una baja impedancia de salida para evitar o minimizar la distorsión. 